# Giuseppe Aldo di Ricaldone
Giuseppe Aldo di Ricaldone, più comunemente conosciuto come Aldo di Ricaldone (Casale Monferrato, 1935 – Mede, 29 dicembre 2002), è stato uno scrittore italiano.
Cittadino onorario di Ricaldone, fu giornalista iscritto all'albo della stampa subalpina, archivista, paleografo e ampelografo, appartenente alla storica dinastia dei Conti di Acquesana, Signori di Ricaldone, noto per aver curato la storiografia di innumerevoli Comuni del Piemonte e della Valle d'Aosta e per aver inventariato gli archivi di decine di Province e realtà locali, fra cui quelli della Provincia di Asti, Provincia di Torino, Provincia di Alessandria e Provincia di Biella.

## Biografia
Allievo di Emilio Guasco di Bisio, fu esperto conoscitore della storia del Monferrato, di araldica, genealogia e di Ordini cavallereschi. Scrisse innumerevoli saggi e collaborò a molte riviste specializzate italiane ed estere. Per oltre trent’anni condusse ricerche documentarie ed archeologiche sulle Grotte dei Saraceni di Moleto (Ottiglio) che pubblicò in decine di articoli e monografie. Scrisse anche alcune opere sui vini, in particolare sulla storia del Barbera e del Moscato. 
Fu socio corrispondente del Collegio Araldico (Roma), dell'Accademia Archeologica Italiana (Roma), della Société Suisse d'Héraldique (Ginevra), dell'Académie Internationale d'Héraldique (Parigi), della Heraldisch-Genealogische Gesellschaft "Adler" (Vienna); socio numerario e corrispondente dell'Istituto Internacional de Genealogia y Heràldica (Madrid). Premio Salazar y Castro e Premio Mannucci del citato Istituto per le proprie numerose monografie storiche sull'Italia Occidentale. Cittadino Onorario di Ricaldone. Cavaliere di Grazia del Sacro Militare Ordine Costantiniano di San Giorgio. Comm. al Merito Melitense del Sovrano Militare Ordine di Malta. Targhetta S.M. Umberto II 10 marzo 1975 per speciali e delicati meriti monarchici. Medaglia d'oro della Cittadella di Alessandria. Medaglia d'oro della Divisione Cremona.
Studioso di antichi documenti del Monferrato, sono sue numerose opere tra cui spiccano gli Annali del Monferrato e Monferrato tra Po e Tanaro incentrati sulla storia del Monferrato. Alcune sue opere, alle quali contribuì talvolta la moglie Matilde Izzia di Ricaldone, sono attualmente fuori catalogo o di difficile reperimento mentre di altre esistono pochissimi esemplari, alcuni dei quali peraltro conservati nelle biblioteche civiche.

## Titolo feudale

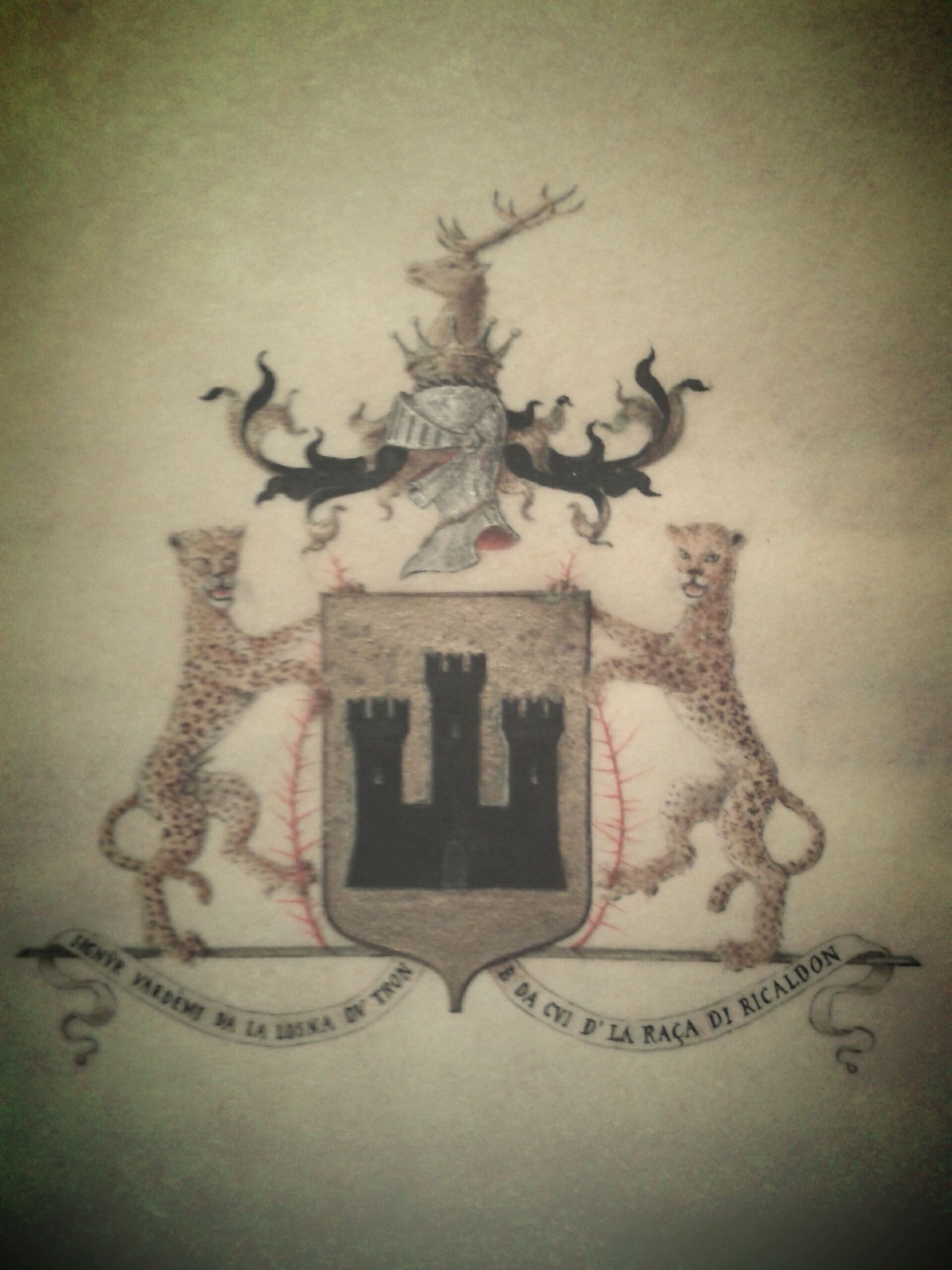
Stemma della famiglia di Ricaldone

Da rilevare come Aldo di Ricaldone, richiamandosi alla dottrina di Francesco Guasco di Bisio sulla nobiltà feudale subalpina, facesse uso di un titolo nobiliare feudale che per ovvie ragioni non poteva ottenere formale riconoscimento dall'ordinamento repubblicano. S.M. il Re Umberto II volle, pertanto, confermare la nobiltà della famiglia e l'uso dello stemma gentilizio avito con RR.LL.PP. 14 ottobre 1969. 
Il motto Signur vardemi da la losna du tron e da cui d'la raça di Ricaldon è tra i pochissimi vernacolari presenti nell'araldica italiana.

## Opere
- G. Aldo di Ricaldone, Annali del Monferrato (951-1708), Torino, 1972, ASIN: B0000E8CJK
- G. Aldo di Ricaldone, Monferrato tra Po e Tanaro, Gribaudo - Lorenzo Fornaca editore, Asti, 1999.
- G. Aldo di Ricaldone, L'Armerista del Ducato di Monferrato nel XX secolo, Vercelli, 1983.
- G. Aldo di Ricaldone, La collezione ampelografica del Marchese Leopoldo Incisa della Rocchetta, Camera di Commercio, 1974.
- G. Aldo di Ricaldone, Castel Vero, Castel Boglione: dall'età ligure al XX secolo, Edizioni dell'Orso, 1998, ISBN 8876943315 ISBN 978-8876943317.
- G. Aldo di Ricaldone, Documenti inediti per la storia dei Faussone e dell'Ordine Mauriziano Presentazione di G.C. Bascapé. Sotto gli auspici del Collegio Araldico, Roma, 1977.
- G. Aldo di Ricaldone, I Faussone di Germagnano (secoli XII-XX), Roma - Castelnuovo Don Bosco, 1975.
- G. Aldo di Ricaldone, Appunti per una genealogia della nobile famiglia Viazzi, Roma - Vercelli, 1984[17].
- G. Aldo di Ricaldone, Genealogia e armi gentilizie subalpine, Roma - Castelnuovo Don Bosco, 1975.
- G. Aldo di Ricaldone, Stemmario comunale dell'antica provincia di Casale Monferrato, Torino, 1992, ISBN 88-7889-029-4.
- G. Aldo di Ricaldone, Stemmario comunale dell'Alto Monferrato e della Diocesi di Acqui, Torino, 1992.
- G. Aldo di Ricaldone, Canelli e le terre del moscato nel medioevo.
- G. Aldo di Ricaldone, Barbera: storia e nobiltà di un vino.
- G. Aldo di Ricaldone, San Salvatore Monferrato dall'età romana al XIX secolo, Genova, 1980.
- G. Aldo di Ricaldone, M. Izzia, G. Cuttica, Armerista del Santuario di S. Maria di Crea nel Monferrato, Vercelli, 1983.
- G. Aldo di Ricaldone, Liguri e Celti, Romani e Langobardi sul territorio di Crea dal IV sec. a.C. al VII d.C., Casale M.to, 1992.
- G. Aldo di Ricaldone, Età e provenienza della statua di Santa Maria di Crea, Casale M.to, 1992.
- G. Aldo di Ricaldone, Appunti toponomastici sul territorio di Lu, Lu Monferrato, 1982.
- G. Aldo di Ricaldone, I dalla Valle da Lu, Casale Monferrato, 1967.
- G. Aldo di Ricaldone, Il marchese Filippo Asinari di San Marzano (1767-1828), viticultore a Costigliole d'Asti, Costigliole d'Asti, 1973.
- G. Aldo di Ricaldone, Manfredingi, Consignori di Canelli, Signori di Ricaldone, Casale M.to, La Grafica Monferrina, 1967.
- G. Aldo di Ricaldone, Gli archivi dell'ospedale di S. Antonio Abate e di altre opere pie di Trino (sec. XV-XX), Trino Vercellese, 1981.
- G. Aldo di Ricaldone, I vini storici di Asti e del Monferrato, Asti, 1972.
- G. Aldo di Ricaldone, Santa Maria di Crea: vicende d'una scultura millenaria, Casale Monferrato, La Grafica Monferrina, 1969.
- G. Aldo di Ricaldone, Appunti toponomastici sul territorio di Mombaruzzo, Mombaruzzo, 1989.
- G. Aldo di Ricaldone, Una conversazione con il Re Vittorio Emanuele II (29 ottobre 1855), Editrice Primalinea, 1983.
- G. Aldo di Ricaldone, Annali del Monferrato, L. Fornaca editore, Asti.

## Saggi
- G. Aldo di Ricaldone, L'età della statua di Santa Maria di Crea in relazione alla vita di Sant'Eusebio Vescovo di Vercelli Estratto dal Bollettino Storico Vercellese, anno I, numero 1, 1976.
- G. Aldo di Ricaldone, Le pergamene del castello di Bosses, Comune di Saint-Rhémy, 1989.
- G. Aldo di Ricaldone, I vini di Lu Monferrato molto graditi a tanti personaggi, Al païs d'Lü, n. 3 (1978), p. 1, Dalle carte del notaio Firuffini, che rogò a Lu tra il 1634 e il 1660, preziose notizie sui vini luesi.
- G. Aldo di Ricaldone, La cappella di San Rocco - presso la porta di Montalto - distrutta nel 1582, Al païs d'Lü, n. 5 (1982), p. 2, La chiesetta di San Rocco, il tabernacolo della chiesa di San Nazario e la confraternita del Corpus Domini.
- G.Aldo di Ricaldone, Templari e gerosolimitani in Piemonte dal XII al XVIII secolo, vol. I, Madrid, Inst. Internacional de Genealogía y Heráldica, II, pp. 706-707.
- G.Aldo di Ricaldone, L'alimentazione e i vini nel Ducato di Monferrato e nel Contado di Asti: sec. 10-18, 1972 (Asti: Scuola tipografica San Giuseppe), 36 p.